# Tadeusz Stefan Zieliński

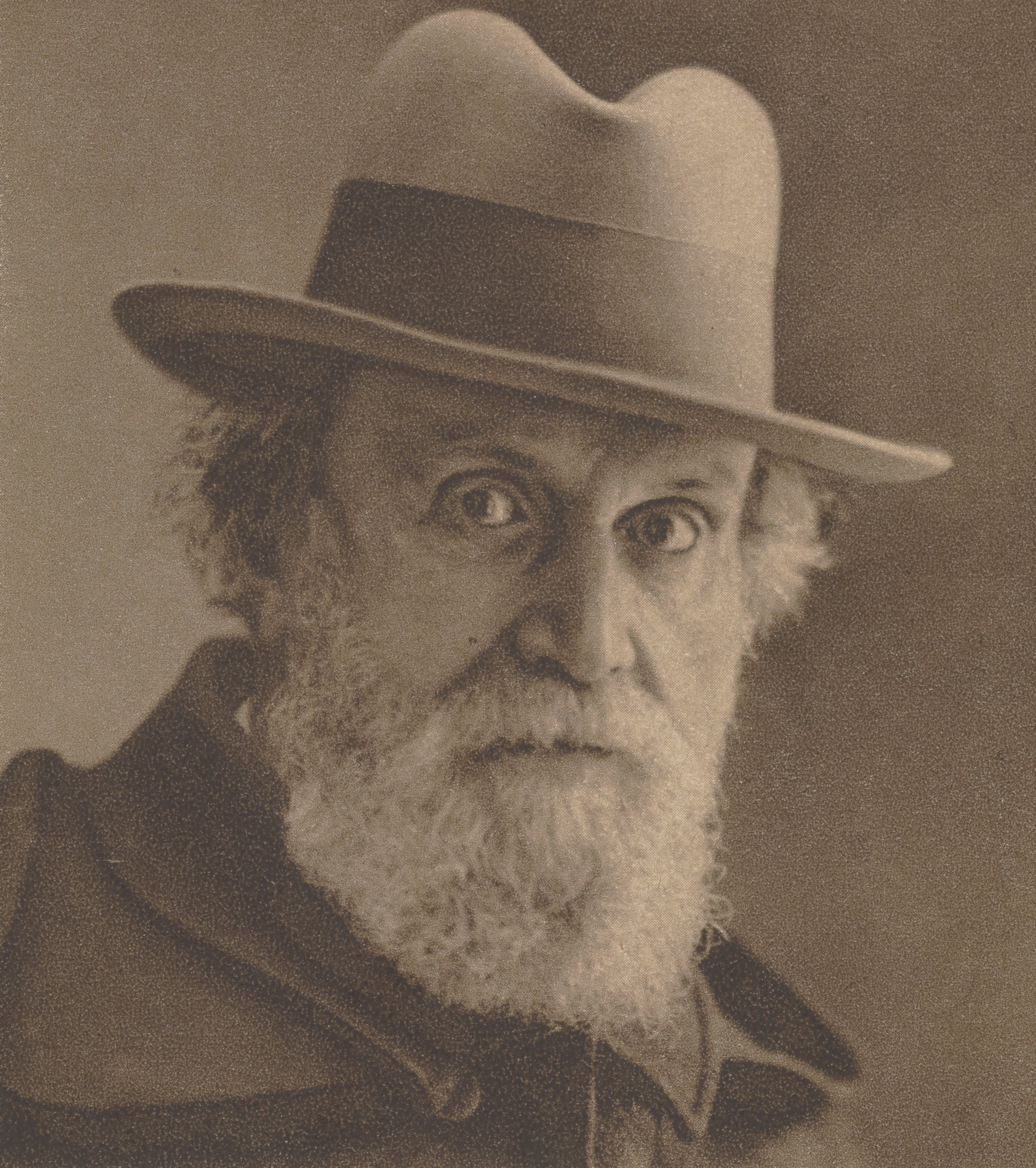
Tadeusz Stefan Zieliński (1933)

Tadeusz Stefan Zieliński, auch Theodor Zielinski, Pseudonym Eheu (* 2. Septemberjul. / 14. September 1859greg. in Skryptschynzi bei Uman; † 8. Mai 1944 in Schondorf am Ammersee, Oberbayern), war ein polnischer Klassischer Philologe.

## Leben
Er war der Sohn von Franciszek Zieliński und Ludwika Grudzińska. Als Schüler besuchte er in den Jahren 1869 bis 1876 das deutsche Gymnasium der Hl. Anna in St. Petersburg. In den Jahren darauf, 1876–1881, studierte er an den Universitäten Leipzig, München und Wien. Als Student trat er dem Klassisch-Philologischen Verein Leipzig und dem Historischen-Philologischen Verein München im Naumburger Kartellverband bei. 1880 wurde er promoviert und habilitierte 1884 an der Universität St. Petersburg, wo er Dozent am Lehrstuhl für griechische Sprache wurde.
1887 übernahm er die Leitung des Lehrstuhls im Zusammenhang mit seiner Nominierung zum außerordentlichen Professor. Noch im selben Jahr erlangte er seinen Doktortitel der Philosophie an der Kaiserlichen Universität Dorpat mit seiner Dissertation Die Gliederung der altattischen Komödie. 1890 erhielt er den Titel ordentlicher Professor. Von 1906 bis 1908 war er Dekan der Geschichtlich-Philologischen Fakultät der Universität St. Petersburg. Darüber hinaus hielt er Vorlesungen über das Leben und Werk des polnischen Schriftstellers Adam Mickiewicz in Kursen für Frauen. 1914 bis 1916 war er Vorsitzender des Polnischen Schulrats in St. Petersburg.
1920 wechselte er an die Universität Warschau, wo er den Lehrstuhl für Klassische Philologie II übernahm und an dem er 1935 zum Honorarprofessor ernannt wurde. Obwohl Alexander Turyn die Leitung des Lehrstuhls übernahm, hielt Zieliński bis zum Ausbruch des Zweiten Weltkriegs weiterhin Vorlesungen in klassischer Philologie, antiker Kultur und Religionswissenschaft.
Er führte darüber hinaus wissenschaftliche Untersuchungen auf dem Gebiet der Archäologie und Philologie unter anderem in Italien, Griechenland, Spanien und Südafrika. 1922 führte er eine Forschungsreise nach Italien durch.
Nach dem deutschen Überfall auf Polen und der anschließenden Bombardierung Warschaus, bei der seine reiche Bibliothek und das Manuskript seines letzten Werkes über die Religionen der antiken Welt verbrannten, zog Zieliński mit seiner Tochter Weronika († 1942) im November 1939 nach Schondorf am Ammersee, wo zu diesem Zeitpunkt sein Sohn, Feliks Zieliński (1886–1970), Lehrer für Naturkunde am örtlichen Gymnasium, wohnte. Tadeusz Zieliński starb am 8. Mai 1944 im Alter von 84 Jahren und wurde am 11. Mai 1944 auf dem örtlichen Friedhof beerdigt, wo zuvor schon seine Tochter, Amata (Ludmila) Faddejewna Zielińska (1888–1967), die Ehefrau des Historikers und Byzantinisten Wladimir Nikolajewitsch Beneschewitsch, begraben wurde, und wo später auch sein Sohn die letzte Ruhe fand.

## Mitgliedschaft und Auszeichnungen
1907 wurde er Mitglied der Polska Akademia Umiejętności in Krakau und 1933 der Polska Akademia Literatury. Er war ebenfalls Mitglied der Warschauer Wissenschaftsgesellschaft seit 1929 und der Lemberger Wissenschaftsgesellschaft seit 1920, Ehrenmitglied der Petersburger Bildungsakademie seit 1912 und der Poznańskie Towarzystwo Przyjaciół Nauk seit 1923.
Darüber hinaus war er Mitglied in vielen weiteren Gesellschaften: Polskie Towarzystwo Filologiczne, Preußische Akademie der Wissenschaften, Deutsches Archäologisches Institut in Rom, Institut der etruskischen Forschung in Florenz, Bayerische Akademie der Wissenschaften, Akademie von Athen, Russische Akademie der Wissenschaften, British Academy, Tschechische Akademie der Wissenschaften, Mittelmeerakademie in Monaco.
1922 gehörte er zu den Gründern der Gesellschaft zur Internationalisierung der lateinischen Sprache und war deren erster Vorsitzender bis 1939. Die Ehrendoktorwürde verliehen ihm viele Hochschulen, darunter die Jagiellonen-Universität Krakau, die Universität Wien, die Universität Posen, die Universität Athen, die Masaryk-Universität Brünn, die Université Libre de Bruxelles, die Universität Paris, die Universität Groningen und die Universität Oxford.
Er wurde mit den Orden Komtur und Komtur mit Stern des polnischen Ordens Polonia Restituta sowie mit dem griechischen Phönix-Orden II. Klasse ausgezeichnet.
In den 1920er Jahren wurde Tadeusz Zieliński mehrfach für den Literaturnobelpreis vorgeschlagen, jedoch nie damit ausgezeichnet.

## Leistungen
In seiner Arbeit spezialisierte er sich auf die Geschichte der antiken Kultur, das griechische Theater, die Religionswissenschaft und die lateinische Sprache. Er erstellte eine Monographie über das Schaffen von Sophokles (Sofokles i jego twórczość tragiczna, 1928). Er nahm sich ebenfalls u. a. der römischen Autoren Plautus, Lucius Accius, Vergil, Horaz, Cicero (Cicero im Wandel der Jahrhunderte, 1897) an. Auf Grundlage dieser Forschungen brachte er eine vierbändige Religie świata antycznego (Weltreligionen der antiken Welt, 1921–1934) heraus, an der er fast bis an sein Lebensende arbeitete. Er schrieb außerdem das Werk Hellenismus und Judentum (1928). In seiner Arbeit Alte Literatur Griechenlands (1928) übersetzte er die Werke der griechischen Autoren auch ins Russische. Mit der Geschichte Griechenlands und Roms beschäftigte er sich in seinem Zyklus Die antike Welt (Starożytność bajeczna, 1930; Grecja niepodległa, 1933; Rzeczpospolita rzymska, 1935; Cesarstwo rzymskie, 1938).
Tadeusz Zieliński beschäftigte sich darüber hinaus auch mit dem Vergleich der Entwicklung europäischer Epen (als Zielinskis Gesetz gilt seine immer noch diskutierte Behauptung, dass der Erzähler der Homerischen Epen keine Darstellung simultaner Handlungen kenne), im Zuge dieser Arbeit beschäftigte er sich mit Ovid, Shakespeare, Puschkin, Adam Mickiewicz und Henryk Sienkiewicz.

## Schriften (Auswahl)
Tadeusz Zieliński hat über 900 Arbeiten verfasst, darunter:
- Die Märchenkomödie in Athen (1885)
- Quaestiones comicae (1886)
- Cicero im Wandel der Jahrhunderte (1897)
- Idea usprawiedliwienia, jej geneza i rozwój (Die Idee der Rechtfertigung, ihre Genese und Entwicklung, 1899)
- Die Behandlung gleichzeitiger Ereignisse im antiken Epos (1901)
- Das Clauselgesetz in Ciceros Reden (1904)
- Das Ausleben des Clauselgesetzes in der römischen Kunstprosa (1906)
- Der constructive Rhythmus in Ciceros Reden (1914)
- Hermes Trismegistos (1920)
- Rzym i jego religia (Rom und seine Religion, 1920)
- Homeric psychology (1922, PDF)
- Chrześcijaństwo starożytne a filozofia rzymska (1921)
- Grecja. Budownictwo, plastyka, krajobraz (1923)
- L'Évolution religieuse d'Euripide (1923)
- Literatura starożytnej Grecji epoki niepodległości (1923)
- Reflets de l'histoire politique dans la tragédie grecque(1923)
- Tragodumenon libri tres (1925)
- De Auge Euripidea (1927)
- Rozwój moralności w świecie starożytnym od Homera do czasów Chrystusa (1927)
- Filheleńskie poematy Byrona (1928)
- Sofokles i jego twórczość tragiczna, (1928)
- Hellenismus und Judentum (1928)
- Kleopatra (1929)
- Legenda o złotym runie (1972)

Autobiographie
- Thaddäus Zielinski: Mein Lebenslauf – Erstausgabe des deutschen Originals – und Tagebuch 1939–1944. Hrsg. und eingeleitet von Jerzy Axer, Alexander Gavrilov und Michael von Albrecht (= Studien zur klassischen Philologie 167). Lang, Frankfurt, M. [u. a.], 2012, ISBN 978-3-631-63163-8.